# Roystonea maisiana
Roystonea maisiana är en enhjärtbladig växtart som först beskrevs av Liberty Hyde Bailey, och fick sitt nu gällande namn av Scott Zona. Roystonea maisiana ingår i släktet Roystonea och familjen Arecaceae. Inga underarter finns listade i Catalogue of Life.